# Magdalena Sibila de Sajonia
Magdalena Sibila de Sajonia (Dresde, 23 de diciembre de 1617 - Altemburgo, 6 de enero de 1668) fue por su matrimonio primero princesa heredera de Dinamarca y Noruega, y más tarde duquesa de Sajonia-Altemburgo. 

## Biografía
Magdalena Sibila era hija del elector Juan Jorge I de Sajonia de la Casa de Wettin (línea Albertina) y de su segunda esposa Magdalena Sibila de Hohenzollern, hija del duque Alberto Federico de Prusia y de María Leonor de Cleves. 
En 1634 Magdalena Sibila se casó en Dresde con el príncipe heredero danés Cristián de Oldemburgo, hijo de Cristián IV de Dinamarca y Noruega. Después de trece años sin hijos, este se anuló con la muerte del príncipe. 
Margarita Sibila tuvo un segundo matrimonio, a partir de 1652 con el duque Federico Guillermo II de Sajonia-Altemburgo (su primo segundo). De la unión del matrimonio nacieron tres niños: 
- Cristián (1654-1663), príncipe heredero de Sajonia-Altemburgo, muerto joven;
- Juana Magdalena (1656-1686) casada con el duque Juan Adolfo I de Sajonia-Weissenfels (1649-1697);
- Federico Guillermo III (1657-1672), el último representante de la Casa de Sajonia-Altenburg.

Su tumba está en la cripta de la iglesia del castillo de Altenburg.
- Datos: Q241191
- Multimedia: Magdalena Sibylla of Saxony / Q241191